# Färila
Färila é uma localidade sueca situada na comuna de Ljusdal no condado de Gävleborg,  com 1.351 habitantes em 2005. Está situada a 14 km a oeste da cidade de Ljusdal, num vale próximo do rio Ljusnan. A vila é o centro industrial da comuna de Ljusdal. 